# Władisław Barkowski
Władisław Wiktorowicz Barkowski, ros. Владислав Викторович Барковский (ur. 12 października 1944, zm. 3 grudnia 2012 w Moskwie) – radziecki, a następnie rosyjski kierowca wyścigowy, kaskader, aktor.

## Życiorys
Ścigał się w wyścigach samochodów turystycznych w ZSRR, a także w Sowieckiej Formule 1, Sowieckiej Formule 2 i Sowieckiej Formule 4.
W 1972 roku zadebiutował w Sowieckiej Formule 3. Ścigając się Estonią 16, zajął piąte miejsce na koniec sezonu, wygrywając wyścig na torze Pirita-Kose-Kloostrimetsa. W roku 1974 ścigał się Estonią 18. Wygrał wówczas dwa wyścigi na torze Bikernieki i został mistrzem Sowieckiej Formuły 3. W sezonie 1976 zdobył drugi tytuł.
Od 1977 roku rywalizował Estonią w Sowieckiej Formule Easter. W swoim debiutanckim sezonie wygrał wyścig na Neva-Ringu i został wicemistrzem serii. W 1978 roku wygrał wyścig na torze Czajka, a w klasyfikacji końcowej był trzeci. Taki sam rezultat osiągnął w roku 1980. W sezonie 1981 był czwarty, a rok później – szósty.
W roku 1983 powrócił do mistrzostw Sowieckiej Formuły 3. Rywalizując Estonią 20, zajął siódme miejsce w klasyfikacji. W sezonie 1984 był piąty. W roku 1987 zmienił samochód na Estonię 21. Wygrał wówczas wyścig w Bikerniekach i został wicemistrzem Formuły 3.
Po rozwiązaniu Sowieckiej Formuły 3 ścigał się w Formule Mondial. W 1988 roku zajął czwarte miejsce w klasyfikacji generalnej. W serii tej rywalizował do 1990 roku.
Po rozpadzie ZSRR kontynuował ściganie się, uczestnicząc w Rosyjskiej Formule 1600. Pracował także jako kaskader, występując w takich filmach, jak: Taxi blues (1990), Święty ładunek (1995), Białe złoto (2003), Krucjata Bourne’a (2004) czy Zakazana rzeczywistość (2009). Wystąpił również w kilku rosyjskich filmach jako aktor.
Zmarł w 2012 roku w Moskwie.

## Wyniki w Sowieckiej Formule 3
| Legenda oznaczeń w tabelach wyników Wyświetl szablon na nowej stronie | Legenda oznaczeń w tabelach wyników Wyświetl szablon na nowej stronie                                                                     |
| Oznaczenie                                                            | Wyjaśnienie |
| --------------------------------------------------------------------- | --- |
| Złoty                                                                 | Zwycięzca lub mistrzostwo |
| Srebrny                                                               | 2. miejsce lub wicemistrzostwo |
| Brązowy                                                               | 3. miejsce lub II wicemistrzostwo |
| Zielony                                                               | Ukończył, punktował (w klasyfikacji generalnej, gdy zdobył co najmniej jeden punkt na przestrzeni sezonu, poza trzema powyższymi opcjami) |
| Niebieski                                                             | Ukończył, nie punktował (w klasyfikacji generalnej, gdy nie zdobył co najmniej jednego punktu na przestrzeni sezonu)                      |
| Czerwony                                                              | Nie zakwalifikował się (NZ) |
| Czerwony                                                              | Nie prekwalifikował się (NPK) |
| Różowy                                                                | Nie ukończył (NU) |
| Różowy                                                                | Niesklasyfikowany (NS) (w klasyfikacji generalnej, gdy nie został sklasyfikowany w żadnym wyścigu sezonu)                                 |
| Czarny                                                                | Zdyskwalifikowany (DK) |
| Czarny                                                                | Wykluczony (WYK/EX) |
| Biały                                                                 | Nie wystartował (NW) |
| Biały                                                                 | Kontuzjowany (K/INJ) |
| Biały                                                                 | Wyścig odwołany (OD/C) |
| Bez koloru                                                            | Został wycofany (WYC/WD) |
| Bez koloru                                                            | Nie przybył (NP/DNA) |
| Bez koloru                                                            | Nie brał udziału w treningach (NT/DNP) |
| Bez koloru                                                            | Nie został zgłoszony (–) |
| Pogrubienie                                                           | Start z pole position |
| Kursywa                                                               | Najszybsze okrążenie wyścigu |
| †                                                                     | Nie ukończył, ale jego rezultat został zaliczony ze względu na przejechanie więcej niż 90% dystansu wyścigu.                              |
| *                                                                     | Sezon w trakcie |
| 1/2/3                                                                 | Punktowana pozycja w sprincie kwalifikacyjnym                                                                                             |
| Lista systemów punktacji Formuły 1                                    | |

| Rok  | Zespół         | Samochód    | Silnik | Wyniki w poszczególnych eliminacjach | Wyniki w poszczególnych eliminacjach | Wyniki w poszczególnych eliminacjach | Wyniki w poszczególnych eliminacjach | Pkt. | Msc. |
| ---- | -------------- | ----------- | ------ | ------------------------------------ | ------------------------------------ | ------------------------------------ | ------------------------------------ | ---- | ---- |
| 1972 |                |             |        |                                      |                                      |                                      |                                      | 156  | 5    |
| 1972 | Spartak Moskwa | Estonia 16  | Łada   | 6                                    | NU                                   | 1                                    |                                      | 156  | 5    |
| 1973 |                |             |        |                                      |                                      |                                      |                                      | 224  | 4    |
| 1973 | Spartak Moskwa | Estonia 16  | Łada   | 4                                    | 5                                    | 6                                    |                                      | 224  | 4    |
| 1974 |                |             |        |                                      |                                      |                                      |                                      | 271  | 1    |
| 1974 | Spartak Moskwa | Estonia 18  | Łada   | 3                                    | 4                                    | 1                                    | 1                                    | 271  | 1    |
| 1975 |                |             |        |                                      |                                      |                                      |                                      | ?    | ?    |
| 1975 | Spartak Moskwa | Estonia 18  | Łada   | 2                                    | NU                                   | NU                                   | -                                    | ?    | ?    |
| 1976 |                |             |        |                                      |                                      |                                      |                                      | 280  | 1    |
| 1976 | Spartak Moskwa | Estonia BPS | Łada   | 1                                    | 1                                    | 5                                    | 3                                    | 280  | 1    |
| 1983 |                |             |        |                                      |                                      |                                      |                                      | 108  | 7    |
| 1983 | Spartak Moskwa | Estonia 20  | Łada   | 5                                    | 11                                   |                                      |                                      | 108  | 7    |
| 1984 |                |             |        |                                      |                                      |                                      |                                      | ?    | 5    |
| 1984 | Spartak Moskwa | Estonia 20  | Łada   | 4                                    | 6                                    | NU                                   |                                      | ?    | 5    |
| 1985 |                |             |        |                                      |                                      |                                      |                                      | 115  | 10   |
| 1985 | Spartak Moskwa | Estonia 20  | Łada   | 10                                   | 14                                   | 3                                    |                                      | 115  | 10   |
| 1986 |                |             |        |                                      |                                      |                                      |                                      | 60   | 13   |
| 1986 | Spartak Moskwa | Estonia 20  | Łada   | NU                                   | 7                                    |                                      |                                      | 60   | 13   |
| 1987 |                |             |        |                                      |                                      |                                      |                                      | 299  | 2    |
| 1987 | Spartak Moskwa | Estonia 21  | Łada   | 5                                    | NU                                   | 3                                    | 1                                    | 299  | 2    |

## Filmografia
- 2004: Sosed – jako jednonogi mężczyzna
- 2009: Zakazana rzeczywistość – jako korespondent
- 2011: Najczarniejsza godzina – jako kolos